# FA Charity Shield 1998
Lo FA Charity Shield 1998, noto in italiano anche come Supercoppa d'Inghilterra 1998, è stata la 76ª edizione della Supercoppa d'Inghilterra.
Si è svolto il 9 agosto 1998 al Wembley Stadium di Londra tra l'Arsenal, vincitore della FA Premier League 1997-1998 e della FA Cup 1997-1998, e il Manchester United, secondo classificato nella FA Premier League 1997-1998.
A conquistare il titolo è stato l'Arsenal che ha vinto per 3-0 con reti di Marc Overmars, Christopher Wreh e Nicolas Anelka.

## Partecipanti
| Squadre        | Qualificazione                                                       | Partecipazioni precedenti (il grassetto indica la vittoria)                                               |
| -------------- | -------------------------------------------------------------------- | --- |
| Arsenal        | Vincitore della FA Premier League 1997-1998 e della FA Cup 1997-1998 | 13 (1930, 1931, 1933, 1934, 1935, 1936, 1938, 1948, 1953, 1979, 1989, 1991, 1993)                         |
| Manchester Utd | Secondo classificato nella FA Premier League 1997-1998               | 17 (1908, 1911, 1948, 1952, 1956, 1957, 1963, 1965, 1967, 1977, 1983, 1985, 1990, 1993, 1994, 1996, 1997) |

## Tabellino
| Arbitro: | Graham Poll |

|                                  |           |  |
| Overmars 33’ Wreh 56’ Anelka 71’ | Marcatori |  |

| Arsenal | Manchester United |

### Formazioni
| Arsenal:        |    |                     |     |     |
|                 |    |                     |     |     |
| P               | 1  | David Seaman        |     |     |
| D               | 2  | Lee Dixon           |     |     |
| D               | 6  | Tony Adams (c)      |     | 79’ |
| D               | 14 | Martin Keown        | 22’ |     |
| D               | 3  | Nigel Winterburn    |     |     |
| C               | 15 | Ray Parlour         |     |     |
| C               | 17 | Emmanuel Petit      |     | 72’ |
| C               | 4  | Patrick Vieira      |     | 84’ |
| C               | 11 | Marc Overmars       |     | 67’ |
| A               | 9  | Nicolas Anelka      |     |     |
| A               | 10 | Dennis Bergkamp     |     | 46’ |
| A disposizione: |    |                     |     |     |
| P               | 13 | Alexander Manninger |     |     |
| D               | 5  | Steve Bould         |     | 79’ |
| D               | 7  | Nelson Vivas        |     |     |
| D               | 18 | Gilles Grimandi     |     | 84’ |
| C               | 16 | Stephen Hughes      |     | 67’ |
| C               | 21 | Luís Boa Morte      |     | 72’ |
| A               | 12 | Christopher Wreh    |     | 46’ |
| Allenatore:     |    |                     |     |     |
| Arsène Wenger   |    |                     |     |     |

| Manchester Utd: |    |                     |     |     |
|                 |    |                     |     |     |
| P               | 1  | Peter Schmeichel    |     |     |
| D               | 2  | Gary Neville        | 3’  |     |
| D               | 5  | Ronny Johnsen       |     |     |
| D               | 6  | Jaap Stam           |     |     |
| D               | 3  | Denis Irwin         | 26’ |     |
| C               | 7  | David Beckham       |     |     |
| C               | 8  | Nicky Butt          |     | 53’ |
| C               | 16 | Roy Keane (c)       |     | 76’ |
| C               | 11 | Ryan Giggs          |     | 70’ |
| A               | 18 | Paul Scholes        |     | 70’ |
| A               | 9  | Andy Cole           |     | 70’ |
| A disposizione: |    |                     |     |     |
| P               | 31 | Nick Culkin         |     |     |
| D               | 4  | David May           |     |     |
| D               | 12 | Phil Neville        |     | 70’ |
| D               | 21 | Henning Berg        |     | 76’ |
| C               | 14 | Jordi Cruijff       |     | 70’ |
| A               | 10 | Teddy Sheringham    |     | 70’ |
| A               | 20 | Ole Gunnar Solskjær |     | 53’ |
| Allenatore:     |    |                     |     |     |
| Alex Ferguson   |    |                     |     |     |